# Dasygaster melambaphes
Dasygaster melambaphes är en fjärilsart som beskrevs av Turner 1925. Dasygaster melambaphes ingår i släktet Dasygaster och familjen nattflyn. Inga underarter finns listade i Catalogue of Life.